# Sonia e le Sorelle
Sonia e le Sorelle è un gruppo musicale pop attivo negli anni sessanta. Il loro repertorio era melodico e improntato su ritmi di hully-gully e beat. Sono ricordate per aver inciso jingle pubblicitari per Carosello, fra cui Salomone pirata pacioccone e Olivella e Mariarosa.

## Storia del gruppo
Le componenti del trio vocale erano tre sorelle di Prato: Sonia (nata il 17 agosto 1951, già premiata con il titolo di "sartina d'Italia" per la sua attività di sarta), Nadia e Luana Natali (figlie d'arte, il padre era attore).
Iniziarono l'attività canora cantando nei dopolavoro fiorentini fino a che il cantante Narciso Parigi le fece conoscere attraverso le programmazioni radiofoniche locali di Radio Firenze. Riuscì anche a farle scritturare dalla sua casa discografica, La Voce del Padrone.
Il loro repertorio rifletteva il gusto canoro dell'epoca. Il 45 giri del debutto, con cui si presentarono al festival delle Rose del 1964, conteneva sul lato a Se mi lascio baciar, scritta da Nicola Salerno "Nisa" e basata su un ritmo di hully-gully. Il lato B (Non ti accorgi di me) era un brano costruito nello stile di Pino Donaggio, all'epoca molto in voga. Il singolo fu lanciato nella trasmissione radiofonica Toscana Canta presentata da Corrado.
Nel 1965, partecipano al "Cantagiro" con la canzone Sulla sabbia c'era lei,  diventata la Colonna Sonora del film di Dino Risi L'ombrellone.
La partecipazione al festival delle Rose del 1966 fu contrassegnata da polemiche perché il brano presentato - Un riparo per noi, inciso anche da I Nomadi - era una cover non ufficialmente accreditata di With Girl Like You del gruppo britannico The Troggs. Il testo della versione italiana non era aderente a quello originale e, tenendosi al passo con la contestazione giovanile montante in quegli anni, trattava - neppure troppo fra le righe (si parlava di pioggia d'atomi e di pioggia radioattiva) - del fall-out atomico, argomento cantato nei medesimi anni da Bob Dylan.  Il 45 giri contenente il brano fu ritirato in tutta fretta dal mercato divenendo ben presto oggetto di culto fra i collezionisti.
Dal 1967 è iniziato lo scioglimento del gruppo: Sonia ha intrapreso successivamente una carriera da solista, sia pure accompagnata spesso dalle sorelle.
Luana Natali è diventata insegnante di educazione musicale, canto corale e pianoforte a Pontassieve. Si occupa anche di musicoterapia.

## Partecipazioni
- Festival delle rose 1964: Se mi lascio baciare
- Festival delle rose 1965: La ragazza può fare e No, ragazzo no
- Festival delle rose 1966: Un riparo per noi
- Cantagiro 1966: Lo faccio per amore
- La fiera dei sogni, con Mike Bongiorno

## Discografia
Singoli
- 1964: Se mi lascio baciar/Non ti accorgi di me (La voce del padrone, MQ 1906)
- 1964: Non sei più niente per me/Bianco, rosso, giallo, rosa (La voce del padrone, MQ 1941)
- 1965: Sulla sabbia c'era lei/Tutto quello che piace a me (La voce del padrone, MQ 1973)
- 1965: La ragazza può fare/No, ragazzo, no (La voce del padrone, MQ 2000)
- 1966: Lo faccio per amore/Un colpo di sole (La voce del padrone, MQ 2036)
- 1966: Un riparo per noi/Lo faccio per amore (La voce del padrone, MQ 2062)
- 1968: Salomone pirata pacioccone/Geo e Gea (La voce del padrone, MQ 2118; come Le Sorelle)
- 1968: Olivella e Mariarosa/Giro girotondo (La voce del padrone, MQ 2150; come Le Sorelle)